# Sjakhmatnaja gorjatjka
Sjakhmatnaja gorjatjka (russisk: Шахматная горячка, da.: Skakfeber) er en sovjetisk stumfilm fra 1925 instrueret af Vsevolod Pudovkin og Nikolaj Sjpikovskij. Filmen er en komediefilm om skakturneringen i Moskva i 1925. Filmen er optaget af Pudovkin i pauserne mellem optagelserne til Mekhanika golovnogo mozga (da.: Hjernens mekanik) og kombinerer dokumentaroptagelser fra skakturneringen med scener optaget med skuespillerne.

## Handling
I Moskva under den internationale skakturnering i 1925 er historiens helt (Vladimir Fogel) og heltinden (Anna Zemtsova) forlovede og skal giftes. Under den skakfeber der har ramt hele samfundet glemmer helten sine ægteskabelige forpligtelser og må bede om heltindens tilgivelse. Da han knæler foran sin forlovede på et ternet klæde, bliver helten distraheret og begynder at spille skak. Rasende smider heltinden sit skakspil ud af vinduet og tvinger ham til at gå. Nu adskilt befinder heltinden sig selv på et apotek og har til hensigt at skaffe sig gift for at tage livet af sig selv. I mellemtiden sidder helten nedslået på en bro over en flod og kaster det, der er tilbage af hans skakspil, i vandet. I stedet for også at kaste sig ud fra broen, indser han vigtigheden af kærlighed og beslutter sig for at finde heltinden og undskylde. Det er på dette tidspunkt, at heltinden rejser, hvad hun tror er et hætteglas med gift, til hendes læber. Hun bliver dog stoppet, da hun indser, at hun ved en fejl fik en skakbrik af den distræte kemiker. Heltindens kvaler bliver afbrudt af verdensmesteren i skak, José Raúl Capablanca, som fortæller hende, at han i selskab med en smuk kvinde også hader skak. De to bliver venner og kører af sted, da helten ankommer. Helten, der ikke har andet at gøre end at vende tilbage til skak, deltager i turneringen. Når han ser ind i mængden, er han chokeret over at se sin forlovede, der spændt ser kampen. Han løber hen til hende og de to omfavner, forenet af deres kærlighed til skak, og filmen ender med, at de spiller spillet sammen.

## Medvirkende
- José Raúl Capablanca
- Vladimir Fogel
- Anna Zemtsova
- Natalja Glan
- Zakhar Darevskij
- Mikhail Sjavrov